# 한국식생활문화학회
한국식생활문화학회(Korean Society of Food Culture)는 식생활과 식문화의 연구와 응용을 촉진하여 인류의 복지향상을 추구하기 위하여 2006년 8월 3일 설립허가된 대한민국 농림축산식품부 소관의 법인이다. 사무실은 서울특별시 강남구 언주로 122, 403호 (도곡동, 우성캐릭터빌)에 있다.

## 연혁
- 1984년 12월 22일 : '한국식문화학회' 창립
- 1988년 11월 : 한국과학기술단체총연합회 가입
- 1990년 12월 : '한국식생활문화학회'로 명칭변경, 년2회 학술발표회 개최
- 2000년 12월 : 한국학술진흥재단 등재 후보 학술지로 선정
- 2006년 1월 : 한국학술진흥재단 등재 학술지로 선정
- 2006년 8월 3일 : 사단법인 한국식생활문화학회 농림부 산하 법인설립허가

## 주요 사업
- 학회지 및 관련출판물의 발간
- 학술발표회, 강연회, 좌담회, 연수회 등의 개최
- 국내외의 정보교환과 현지답사
- 학술연구의 장려 및 표창
- 학계와 산업계간의 유대강화
- 회원 상호간의 친목도모
- 기타 본 회의 목적달성을 위해 필요한 사업